# Leichtathletik-Länderkampf der Männer 1960 BR Deutschland – Niederlande
| 2. Leichtathletik-Länderkampf mit bundesdeutscher Beteiligung 1960 | 2. Leichtathletik-Länderkampf mit bundesdeutscher Beteiligung 1960 |               |
| ------------------------------------------------------------------ | ------------------------------------------------------------------ | ------------- |
|                                                                    |                                                                    |               |
| Ländervergleich der Männer: BR Deutschland – Niederlande           |                                                                    |               |
| Austragungsort                                                     | Frechen                                                            |               |
| Wettbewerbe                                                        | 16                                                                 |               |
| Datum                                                              | 12. Juni 1960                                                      |               |
| 1. FRG 2. NLD                                                      | 213 Punkte 106 Punkte                                              |               |
| Chronik                                                            |                                                                    |               |
| ← FRG-AUT-SUI/FRG-NLD 00Straßenlauf (M)                            | FRG-NLD (F) →                                                      | FRG-NLD (F) → |

Im zweiten Vergleich des Länderkampfjahres 1960 trafen die bundesdeutschen Männer am 12. Juni in Frechen zum siebten Mal in einem Wettkampf zwischen zwei Ländern mit dem allgemeinen leichtathletischen Programm auf die Niederlande. Alle vorangegangenen Begegnungen hatte Deutschland gewonnen. Außerdem hatte es 1951 einen Straßenlauf gegeben, in dem sich die Niederländer durchgesetzt hatten. Den zweiten Straßenlaufvergleich, der gleich zu Beginn der laufenden Saison ausgetragen worden war, hatte die Bundesrepublik Deutschland für sich entschieden. Darüber hinaus waren 1957 und im vergangenen Jahr zwei Sechsländerkämpfe ausgetragen worden, an denen unter anderem die Bundesrepublik Deutschland und die Niederlande beteiligt waren und die die Bundesrepublik beide gewonnen hatte. Gemeinsam mit den Männern trugen auch die Frauen einen Länderkampf mit den Niederlanden aus.

## Wettbewerbe und Modus
Wie schon in den vorangegangenen Treffen, an denen alleine die Niederlande und Deutschland beteiligt waren, wurde die Begegnung mit jeweils drei Athleten pro Disziplin und Land durchgeführt. Auf dem Programm standen sechzehn Disziplinen – vier weniger als in anderen Länderkämpfen. Aus dem üblichen Länderkampfkatalog fehlten die Rennen über 10.000 Meter und 3000 Meter Hindernis sowie der Dreisprung und der Hammerwurf. Darüber hinaus wurden wie in Länderkämpfen gewohnt die olympischen Disziplinen Marathonlauf, 20- und 50-km-Gehen sowie der Zehnkampf nicht ausgetragen. In der Einzelwertung brachte Rang eins sieben Punkte, Rang zwei fünf, Rang drei vier usw. Rang sechs wurde noch mit einem Punkt belohnt. In den Staffeln wurden diesmal standardmäßig fünf zu zwei Punkte vergeben.

## Ergebnis
Das bundesdeutsche Team dominierte die Begegnung deutlich. Mit den Rennen über 1500 Meter und 110 Meter Hürden sowie dem Diskuswurf gelangen den Niederländern nur drei Disziplinsiege. Alle anderen Wettbewerbe entschied dir Bundesrepublik für sich, davon neun mit Dreifacherfolgen. So lag dir Bundesrepublik Deutschland in der Endabrechnung mit 213 zu 106 Punkten sehr klar vorn.

## Legende
Kurze Übersicht zur Bedeutung der Symbolik – so üblicherweise auch in sonstigen Veröffentlichungen verwendet:
| DSQ | disqualifiziert |

## Resultate

### 100 m
| Platz | Athlet        | Land | Zeit (s) |
| ----- | ------------- | ---- | -------- |
| 1     | Armin Hary    | FRG  | 10,4     |
| 2     | Edmund Burg   | FRG  | 10,7     |
| 3     | Alfred Hebauf | FRG  | 10,8     |
| 4     | Jan Smit      | NLD  | 10,9     |
| 5     | Hans Smit     | NLD  | 11,1     |
| 6     | Bob Vos       | NLD  | 11,2     |

### 200 m
| Platz | Athlet         | Land | Zeit (s) |
| ----- | -------------- | ---- | -------- |
| 1     | Manfred Germar | FRG  | 21,3     |
| 2     | Edmund Burg    | FRG  | 21,4     |
| 3     | Manfred Kinder | FRG  | 22,0     |
| 4     | Jan Smit       | NLD  | 22,0     |
| 5     | Hans Smit      | NLD  | 22,2     |
| 6     | W. de Bruin    | NLD  | 22,5     |

### 400 m
| Platz | Athlet             | Land | Zeit (s) |
| ----- | ------------------ | ---- | -------- |
| 1     | Carl Kaufmann      | FRG  | 47,0     |
| 2     | Hans-Joachim Reske | FRG  | 47,7     |
| 3     | Horst Poehler      | FRG  | 48,6     |
| 4     | Rob van der Knaap  | NLD  | 48,6     |
| 5     | L. Hooftman        | NLD  | 48,7     |
| 6     | J. Honselaar       | NLD  | 49,9     |

### 800 m
| Platz | Athlet           | Land | Zeit (min) |
| ----- | ---------------- | ---- | ---------- |
| 1     | Paul Schmidt     | FRG  | 1:49,5     |
| 2     | Herbert Missalla | FRG  | 1:50,4     |
| 3     | Jan van Uden     | NLD  | 1:50,7     |
| 4     | Wim Esajas       | NLD  | 1:52,2     |
| 5     | Aad Steylen      | NLD  | 1:53,9     |
| 6     | Max Rentsch      | FRG  | 1:54,0     |

### 1500 m
| Platz | Athlet                | Land | Zeit (min) |
| ----- | --------------------- | ---- | ---------- |
| 1     | Mijndert Blankensteyn | NLD  | 3:45,1     |
| 2     | Jörg Balke            | FRG  | 3:45,2     |
| 3     | Hans-Joachim Blatt    | FRG  | 3:45,2     |
| 4     | Klaus Lehmann         | FRG  | 3:45,8     |
| 5     | Henk Heida            | NLD  | 3:48,3     |
| 6     | Joep Delnoye          | NLD  | 4:01,0     |

### 5000 m
| Platz | Athlet                | Land | Zeit (min) |
| ----- | --------------------- | ---- | ---------- |
| 1     | Ludwig Müller         | FRG  | 14:11,8    |
| 2     | Horst Flosbach        | FRG  | 14:12,0    |
| 3     | Frans Kunen           | NLD  | 14:35,8    |
| 4     | Wilhelm-Rüdiger Böhme | FRG  | 14:39,8    |
| 5     | Hein Cujé             | NLD  | 14:43,2    |
| 6     | Jan Keesom            | NLD  | 14:49,0    |

### 110 m Hürden
| Platz | Athlet              | Land | Zeit (s) |
| ----- | ------------------- | ---- | -------- |
| 1     | Eef Kamerbeek       | NLD  | 14,6     |
| 2     | Karl-Ernst Schottes | FRG  | 14,8     |
| 3     | Günter Brand        | FRG  | 14,9     |
| 4     | Peter Nederhand     | NLD  | 15,0     |
| 5     | Marius Bos          | NLD  | 15,0     |
| 6     | Klaus Gerbig        | FRG  | 15,0     |

### 400 m Hürden
| Platz | Athlet           | Land | Zeit (s) |
| ----- | ---------------- | ---- | -------- |
| 1     | Helmut Janz      | FRG  | 51,4     |
| 2     | Willi Matthias   | FRG  | 52,1     |
| 3     | Wolfgang Fischer | FRG  | 52,5     |
| 4     | Peter Nederhand  | NLD  | 58,1     |
| 5     | Joop Vissers     | NLD  | 61,2     |

Die Niederlande stellte nur zwei Läufer.

### 4 × 100 m Staffel
| Platz | Besetzung      | Land                                                | Zeit (s)                    |
| ----- | -------------- | --------------------------------------------------- | --------------------------- |
| 1     | BR Deutschland | Alfred Hebauf Armin Hary Edmund Burg Manfred Germar | 40,1                        |
| DSQ   | Niederlande    | Hans Smit Jan Smit Bob Vos N. Bruyn                 | Wechselraum- überschreitung |

### 4 × 400 m Staffel
| Platz | Besetzung      | Land                                                          | Zeit (min) |
| ----- | -------------- | ------------------------------------------------------------- | ---------- |
| 1     | BR Deutschland | Manfred Poerschke Burkhart Quantz Udo Waldheim Walter Oberste | 3:13,1     |
| 2     | Niederlande    | Henk Haus L. Hooftman J. Honselaar Rob van der Knaap          | 3:22,7     |

### Hochsprung
| Platz | Athlet               | Land | Höhe (m) |
| ----- | -------------------- | ---- | -------- |
| 1     | Theo Püll            | FRG  | 2,01     |
| 2     | Peter Riebensahm     | FRG  | 1,98     |
| 3     | Klaus Fromm          | FRG  | 1,90     |
| 4     | Harry van Kleef      | NLD  | 1,85     |
| 5     | Jan Willem Nummerdor | NLD  | 1,85     |
| 6     | R. Pomme             | NLD  | 1,70     |

### Stabhochsprung
| Platz | Athlet         | Land | Höhe (m) |
| ----- | -------------- | ---- | -------- |
| 1     | Klaus Lehnertz | FRG  | 4,30     |
| 2     | Dieter Möhring | FRG  | 4,30     |
| 3     | Franz Mathias  | FRG  | 3,80     |
| 4     | Servee Wijsen  | NLD  | 3,80     |
| 5     | H. Timme       | NLD  | 3,60     |
| 6     | J. Hofstede    | NLD  | 3,40     |

### Weitsprung
| Platz | Athlet              | Land | Weite (m) |
| ----- | ------------------- | ---- | --------- |
| 1     | Gerhard Deyerling   | FRG  | 7,63      |
| 2     | Peter Scharp        | FRG  | 7,29      |
| 3     | Gottfried Deckstein | FRG  | 7,06      |
| 4     | Gerard Weisscher    | NLD  | 7,06      |
| 5     | Albert Hofstede     | NLD  | 6,95      |
| 6     | Eef Kamerbeek       | NLD  | 6,82      |

### Kugelstoßen
| Platz | Athlet             | Land | Weite (m) |
| ----- | ------------------ | ---- | --------- |
| 1     | Karl-Heinz Wegmann | FRG  | 16,97     |
| 2     | Hermann Lingnau    | FRG  | 16,87     |
| 3     | Cornelis Koch      | NLD  | 16,42     |
| 4     | Cees van Wees      | NLD  | 16,08     |
| 5     | Hans-Jürgen Hilbig | FRG  | 15,84     |
| 6     | Jelle Doornbosch   | NLD  | 14,10     |

### Diskuswurf
| Platz | Athlet          | Land | Weite (m) |
| ----- | --------------- | ---- | --------- |
| 1     | Cornelis Koch   | NLD  | 50,98     |
| 2     | Rudolf Schwarz  | FRG  | 48,08     |
| 3     | Bernd Mensmann  | FRG  | 46,54     |
| 4     | Gerd Hillermann | FRG  | 45,05     |
| 5     | Eef Kamerbeek   | NLD  | 45,01     |
| 6     | Joop Fikkert    | NLD  | 40,91     |

### Speerwurf
| Platz | Athlet               | Land | Weite (m) |
| ----- | -------------------- | ---- | --------- |
| 1     | Hermann Rieder       | FRG  | 75,24     |
| 2     | Hermann Salomon      | FRG  | 70,47     |
| 3     | Joop Fikkert         | NLD  | 70,45     |
| 4     | Rolf Herings         | FRG  | 69,94     |
| 5     | Frans van der Heyden | NLD  | 62,28     |
| 6     | Eef Kamerbeek        | NLD  | 61,38     |